# Zaak-Valérie Bacot
De zaak-Valerie Bacot is een Franse rechtszaak naar aanleiding van het neerschieten van Daniel Polette door Valerie Bacot, de echtgenote, na tientallen jaren van huiselijk geweld. 
De zaak beroerde de publieke opinie in Frankrijk: 700.000 mensen tekenden een petitie voor haar vrijheid.

## Achtergrond
Bacot groeide op in een gebroken gezin. Vanaf de leeftijd van twaalf jaar werd ze seksueel misbruikt door de toenmalige partner van haar moeder. In 1995 werd die veroordeeld, voor seksueel misbruik met zijn eigen zus, maar na drie jaar gevangenis kwam hij terug en nam zijn plaats in het gezin terug in. Het misbruik ging daarna gewoon door. 
Nadat Bacot zwanger raakte van Polette, veranderde de gezinssituatie. Bacot ging apart wonen van haar moeder. Polette brak met de moeder, en ging met haar samenwonen, trouwde met haar en er kwamen nog drie kinderen. Het huiselijk en fysiek geweld bleef en Bacot werd in de prostitutie geduwd.
De dag voor de moord vroeg Polette aan zijn veertienjarige dochter "Hoe ben je op seksueel vlak?" Bacot hoorde dit en besefte dat ze moest ingrijpen.

## Beschrijving
Op 13 maart 2016 doodde Valerie Bacot haar man Daniel Polette met een nekschot. Haar twee oudere zonen van 16 en 17 jaar en Lucas Granet, het vriendje van haar dochter, hielpen haar het lichaam te begraven. Daarna gaf Bacot haar man bij de politie aan als vermist. 
Het lichaam werd anderhalf jaar later (op 3 oktober 2017) gevonden in La Clayette, Saône-et-Loire, dankzij de informatie die de moeder van Lucas aan de politie had gegeven en op aanwijzingen van Valérie Bacot zelf.

## 'Iedereen wist ervan'
Bacot schreef een boek over haar situatie, Tout le monde savait, vertaald iedereen wist ervan. Niettegenstaande de eerdere veroordeling van haar man, werd er door de overheid nooit ingegrepen.

## Uitspraak
Het proces van Valérie Bacot begon op 21 juni 2021 voor het assisenhof van Chalon-sur-Saône. Op 25 juni 2021 eiste het openbaar ministerie vijf jaar gevangenisstraf, waarvan vier jaar voorwaardelijk, zodat zij vrijuit zou kunnen gaan, aangezien zij al een jaar gevangenisstraf had uitgezeten.
Op 25 juni werd Valérie Bacot veroordeeld tot vier jaar gevangenisstraf, waarvan drie voorwaardelijk. Aangezien ze al een jaar in voorarrest had verbleven, kon ze de rechtszaal als een vrije vrouw verlaten.